# Joyride (álbum de Tinashe)
Joyride é o terceiro álbum de estúdio da artista musical norte-americana Tinashe. Foi lançado através da gravadora RCA Records em 13 de abril de 2018.
Do álbum foram lançados três singles: "No Drama" com participação de Offset, "Faded Love" com participação de Future, e "Me So Bad" com participação de French Montana e Ty Dolla $ign.

## Lista de faixas
Adaptado do The Fader.
| N.º | Título                                           | Compositor(es) | Produtor(es)                                                 | Duração |  |
| 1.  | "Keep Your Eyes on the Road" (Intro)             | Tinashe Kachingwe | Kachingwe                                                    | 1:10    |  |
| 2.  | "Joyride"                                        | Kachingwe Chauncey Hollis Allen Ritter Jacques Webster | Hit-Boy Ritter [a]                                           | 3:25    |  |
| 3.  | "No Drama" (com Offset)                          | Kachingwe Kiari Cephus Mikkel Storleer Eriksen Tor Erik Hermansen Brittany Talia Hazzard                                                                                  | Stargate                                                     | 3:20    |  |
| 4.  | "He Don't Want It"                               | Kachingwe Tyler Williams | T-Minus                                                      | 2:52    |  |
| 5.  | "Ooh La La"                                      | Kachingwe Jocelyn Donald Brittany Coney Denisia Andrews Klenord Raphael Anthony White                                                                                     | Todd Cooper J. White                                         | 3:15    |  |
| 6.  | "Me So Bad" (com Ty Dolla $ign e French Montana) | Kachingwe Christian Ward Andre Proctor Floyd "A1" Bentley Montrell Martinez Simon Schranz Melvin Moore Christopher Dotson Mayila Jones Tyrone Griffin Jr. Karim Kharbouch | Hitmaka Prince Chrishan Dre Moon BLWYRMND Wavy Oneinthe4rest | 3:08    |  |
| 7.  | "Ain't Good for Ya" (Interlúdio)                 | Kachingwe Mario Lucciano Sidnie Tipton Bobby Brackins | Lucciano                                                     | 1:03    |  |
| 8.  | "Stuck with Me" (com Little Dragon)              | Kachingwe Yukimi Nagano David Singer-Vine Marcus Moore William Vanderheyden Chelsea Davenport                                                                             | Reckless Felix Snow                                          | 3:25    |  |
| 9.  | "Go Easy on Me" (Interlúdio)                     | Kachingwe | Ritz Reynolds Kachingwe                                      | 0:31    |  |
| 10. | "Salt"                                           | Kachingwe Clarence Coffee Jr. Sarah Hudson Kenneth Koby Kieran Lasker | Soundz Brilliance [a]                                        | 3:48    |  |
| 11. | "Faded Love" (com Future)                        | Kachingwe Nayvadius Wilburn Alexandra Yatchenko Jonnali Parmenius] Eriksen Hermansen                                                                                      | Stargate                                                     | 3:24    |  |
| 12. | "No Contest"                                     | Kachingwe Sayyid McDonald Raymon Holton Coby Jeremih Felton | Soundz                                                       | 3:47    |  |
| 13. | "Fires and Flames"                               | Kachingwe Amanda Ghost Joel Compass Katherine Stewart | Compass Mark Ralph [c]                                       | 3:46    |  |

Notes
- ↑[a]  significa um co-produtor.
- ↑[c]  significa um produtor vocal.